# Gorenje d.d.
Gorenje d.d. is een Sloveense producent van onder andere witgoed, ze heeft haar thuisbasis in de stad Velenje. Vanaf de jaren 1950 is de 'Gorenje Group' uitgegroeid tot een conglomeraat van in totaal 47 ondernemingen, waarvan 33 buiten Slovenië. Het is een van Slovenië's grootste bedrijven en de op zeven na grootste producent van consumentenelektronica in Europa. Het bedrijf had ooit tienduizenden werknemers. Huishoudelijke apparatuur is goed voor 80% van de omzet van het bedrijf, de overige 20% bevat woninginrichting, verwarming en installaties, services en energie- en milieudivisies.
Gorenje nam in 2008 het Nederlandse elektromerk ATAG Keukentechniek over. Twee jaar later in 2010 namen ze ook het Zweedse witgoedmerk ASKO over. In 2018 kwam Gorenje op haar beurt in handen van de Chinese Hisense conglomeraat. 
Gorenje heeft zijn activiteiten in Rusland voortgezet ondanks internationale sancties en oproepen aan bedrijven om hun activiteiten in het land te staken na de Russische invasie van Oekraïne in 2022. In 2023 meldde het bedrijf een aanzienlijke omzetstijging ten opzichte van 2022. Ondertussen zijn de producten van Gorenje opgenomen in de Russische lijst van "parallelimporten," wat ongeautoriseerde invoer van hun goederen zonder toestemming van het bedrijf mogelijk maakt, waardoor hun intellectuele eigendomsrechten worden ondermijnd. Deze situatie heeft kritiek uitgelokt, aangezien de voortdurende aanwezigheid van Gorenje in Rusland bijdraagt aan de lokale economie en daarmee de oorlogsinspanningen van de Russische regering tegen Oekraïne ondersteunt.

## Prijzen
Gorenje kreeg prijzen voor ontwerp, gebruiksgemak en milieubelang. In 2005 ontving het bedrijf de Red Dot Design Award, in 2006 de Design Award en de ICSID Design Award. In 2006 werd Gorenje derde in de Europese Advance Environmental Study.

## Samenwerking
Het bedrijf werkt samen met onder meer:
- 2000 Pininfarina
- 2005 Pininfarina
- 2006 Swarovski
- 2007 Ora-ïto
- 2008 ATAG

## Varia
- Gorenje was tot 1979 producent van het machinepistool MGV-176, een gemoderniseerde versie van de  American-180.